# Neofiber
Neofiber és un gènere de rosegadors de la família dels cricètids. L'única espècie vivent d'aquest grup, la rata mesquera de cua rodona, és endèmica del sud-est dels Estats Units, però també se n'han trobat fòssils més al nord. S'ha suggerit que descendeix del gènere Proneofiber, però probablement es tracta d'una cadena lateral del mateix llinatge evolutiu. El nom genèric Neofiber significa ‘fibra nova’ en llatí.